# Cyrillus (cráter)

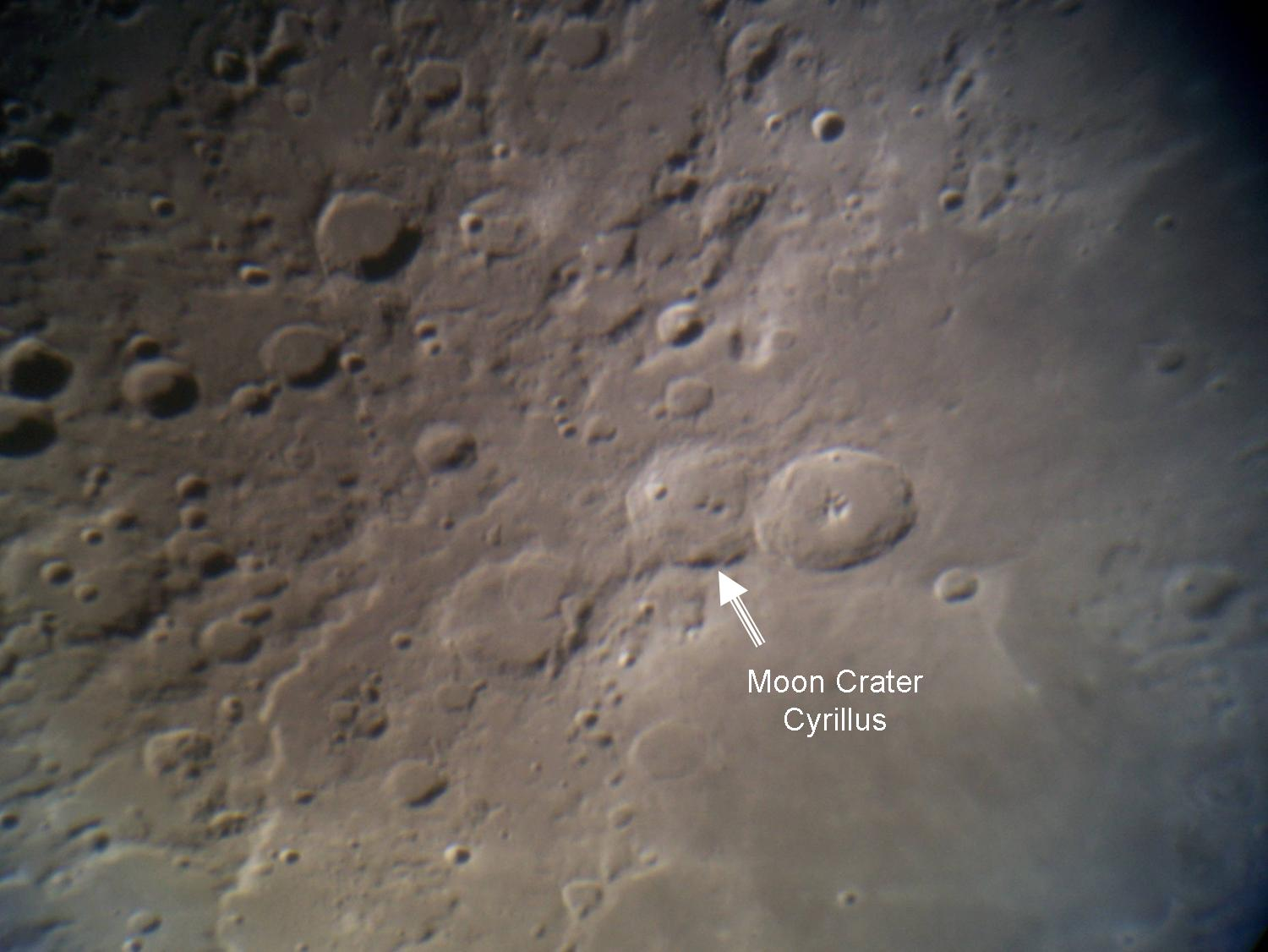
Localización de Cyrillus

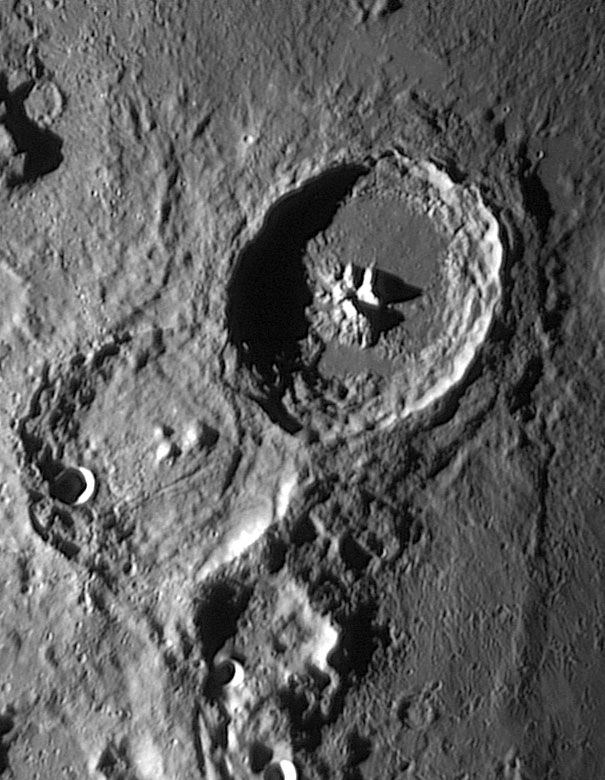
Cráteres Kirill (parte inferior izquierda) y Theo (arriba a la derecha). Imagen del Observatorio Naval de los Estados Unidos

Cyrillus es un cráter de impacto lunar situado en el extremo noroeste del Mare Nectaris, invadido parcialmente en su lado noreste por el cráter un poco más grande y más reciente Theophilus. Al sur aparece otro cráter prominente, el Catharina. En conjunto, estos tres cráteres forman un trío destacado en el cuadrante sureste de la Luna. Al noroeste se halla Ibn-Rushd. Cyrillus lleva el nombre de San Cirilo de Alejandría, un teólogo del siglo cuarto, Papa de la Iglesia Copta.
| . |

El interior de Cyrillus, además del gran cráter Cyrillus A,  alberga en su centro una colina de altura reducida. Las paredes de la formación permanecen intactas hasta el punto de cruce con Theophilus, donde quedan desfiguradas por completo. Ligeramente al noreste de su centro, se localizan tres montañas redondeadas con alturas próximas a los 1.000 metros sobre el suelo de Cyrillus: Cyrillus alfa, delta, y eta.

## Cráteres satélite
Por convención estos elementos son identificados en los mapas lunares poniendo la letra en el lado del punto medio del cráter que está más cerca de Cyrillus.
|          | \| Cyrillus \| Coordenadas \| Diámetro \| \| -------- \| ----------------------------- \| -------- \| \| A \| 13°48′S 23°06′E / -13.8, 23.1 \| 17 km \| \| C \| 12°18′S 21°30′E / -12.3, 21.5 \| 12 km \| \| E \| 15°48′S 25°18′E / -15.8, 25.3 \| 11 km \| \| F \| 15°18′S 25°30′E / -15.3, 25.5 \| 44 km \| \| G \| 15°36′S 26°36′E / -15.6, 26.6 \| 8 km \| |          |
| Cyrillus | Coordenadas | Diámetro |
| A        | 13°48′S 23°06′E / -13.8, 23.1 | 17 km    |
| C        | 12°18′S 21°30′E / -12.3, 21.5 | 12 km    |
| E        | 15°48′S 25°18′E / -15.8, 25.3 | 11 km    |
| F        | 15°18′S 25°30′E / -15.3, 25.5 | 44 km    |
| G        | 15°36′S 26°36′E / -15.6, 26.6 | 8 km     |

Los siguientes cráteres han sido renombrados por la UAI:
- Cyrillus B; Ver cráter Ibn-Rushd.

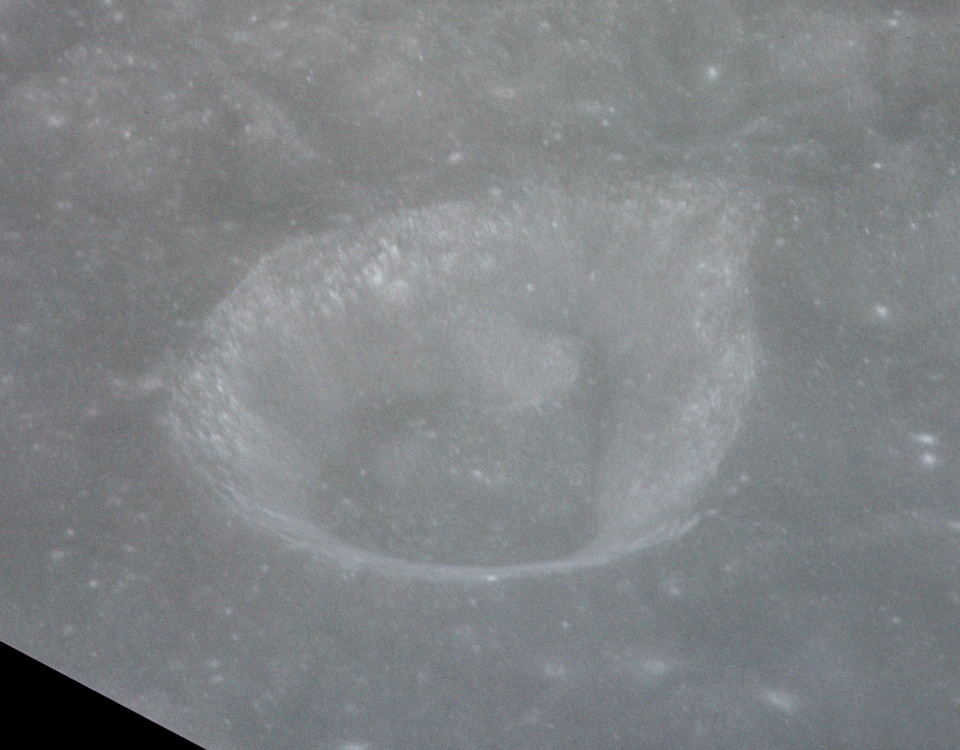
Cyrillus A. Fotografía de la misión Apolo 14
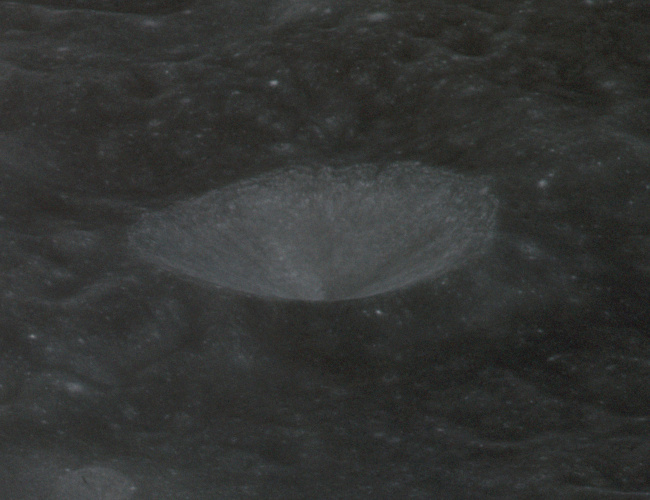
Cyrillus E. Fotografía de la misión Apolo 14
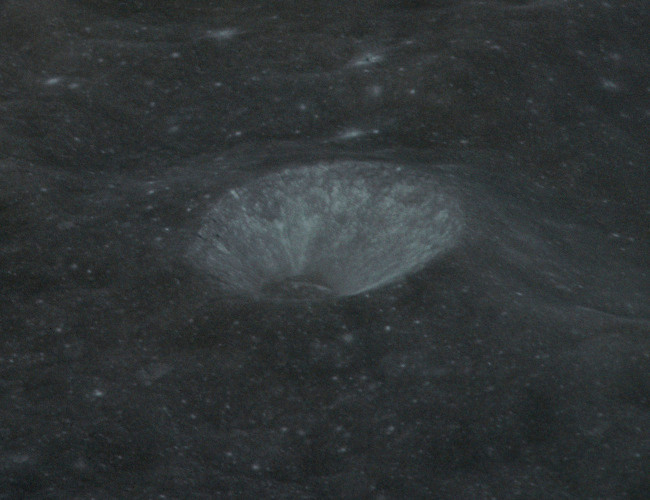
Cyrillus G. Fotografía de la misión Apolo 14